# Mr. Children 1992-1995
Mr. Children 1992-1995 è il primo greatest hits del gruppo musicale giapponese Mr. Children pubblicato l'11 luglio 2001. L'album è arrivato alla prima posizione della classifica Oricon ed ha venduto 1 201 730 copie.

## Tracce
1. Kimi ga Ita Natsu (君がいた夏?) - 5:53
2. Hoshi ni Naretara (星になれたら?) - 5:03
3. Dakishimetai (抱きしめたい?) - 5:26
4. Replay  - 4:31
5. LOVE - 4:07
6. my life - 4:29
7. CROSS ROAD - 4:35
8. innocent world  - 5:47
9. Dance Dance Dance - 4:59
10. Ame Nochi Hare (雨のち晴れ?) - 5:37
11. Over  - 4:44
12. Tomorrow Never Knows - 5:09
13. everybody goes -Chitsujo no Nai Gendai ni Drop-Kick- (everybody goes -秩序のない現代にドロップキック-?) - 4:38
14. 【es】 ～Theme of es～ - 5:51
15. See-Saw Game ～Yuukan na Koi no Uta～ (シーソーゲーム ～勇敢な恋の歌～?, Shiso Gemu ～Yuukan na Koi no Uta～) - 4:31